# Grangetown
Grangetown est une communauté de la cité et comté de Cardiff, au pays de Galles.
Tirant son nom d’une agglomération située sur la rive droite de la Taf dans les frontières du borough de comté de Cardiff, elle compte 19 385 habitants selon le recensement de 2011.

## Histoire
Par octroi de Henry, évêque de Llandaff entre 1193 et 1218, l’abbaye de Margam obtient des territoires sur une lande s’étendant de l’embouchure de la Taf et Great Pill, près de la bergerie épiscopale, et rattachée au hameau voisin de Canton. L’abbaye décide d’établir une grange, connue sous le nom de « grange de la Lande ».
Au 1er avril 1974, un district de Cardiff — connu sous le nom de « cité de Cardiff » — est créé à partir de territoires préexistants : le borough de comté de Cardiff, une partie du district rural de Cardiff et une autre, du district rural de Magor and Saint Mellons. Remplaçant les paroisses, des communautés couvrent le nouvel ensemble géographique local : Cardiff, Lisvane, Llanedeyrn, Radyr, Saint Fagans, Saint Mellons et Tongwynlais.
À la suite d’un rapport de la commission du tracé des limites de gouvernement local, le secrétaire d’État pour le Pays de Galles rédige le 2 février 1982 le Cardiff (Communities) Order 1982, un décret modifiant le découpage communautaire de la cité de Cardiff. À son sens, au 1er avril 1982, la communauté de Cardiff disparaît au profit de nouvelles communautés, dont celle de Grangetown. Cette dernière n’admet pas de conseil de communauté.
Au 1er janvier 2003, la frontière de la communauté est altérée afin d’incorporer une portion de territoire précédemment située dans la communauté de Michaelston (actuelle Michaelston-le-Pit and Leckwith).

## Politique
Du point de vue électoral, une section appelée « Grangetown » (en) est en vigueur sous différentes institutions municipales. À partir de 1973 et jusqu’en 1991, elle sert de circonscription d’élection à trois membres du conseil de district de Cardiff (1974-1996). Aussi, au conseil de comté du Glamorgan-du-Sud (1974-1996), deux élus représentent le territoire pour les élections de 1973, 1977 et 1981,.
Sous le conseil de Cardiff, elle conserve son statut de section trinominale à partir des élections de 1995. À partir du scrutin de 2021, 4 sièges sont pourvus dans la section de Grangetown,.

## Toponymie
La communauté tient son appellation d’une grange, la Grange of the Moor en anglais (littéralement, la « grange de la Lande »). À la suite de l’expansion urbaine de Cardiff à l’ouest de la Taf, cette grange a donné son nom à un territoire plus vaste, Grangetown, dans la deuxième partie du XIXe siècle.

## Démographie
La communauté compte 19 385 habitants selon le recensement de 2011.

### Sources
- (en) Cet article est partiellement ou en totalité issu de l’article de Wikipédia en anglais intitulé « Grangetown, Cardiff » (voir la liste des auteurs).

1. ↑  (en) The Cardiff (Communities) Order 1982, Her Majesty’s Stationery Office, 1982, 7 p. (lire en ligne [PDF]), p. 1-4.
2. ↑  (en) The County Borough of the Vale of Glamorgan (Electoral Arrangements) (Amendment) Order 2022, The Stationery Office Limited, 2022, 4 p. (lire en ligne), p. 1-3.
3. ↑  (en) The Cardiff and Vale of Glamorgan (Michaelston and Grangetown) Order 2002, The Stationery Office Limited, 2024 (1re éd. 2002), 3 p. (lire en ligne [PDF]), p. 1-2.
4. ↑  (en) Grangetown Parish, Nomis, coll. « Local Area Report for areas in England and Wales » (no W04000847), 2024 (1re éd. 2011) (présentation en ligne).